# Diplotaxis rita
Diplotaxis rita är en skalbaggsart som beskrevs av Charles Vaurie 1958. Diplotaxis rita ingår i släktet Diplotaxis, och familjen Melolonthidae. Inga underarter finns listade.